# Uniramidesmus perplexus
Uniramidesmus perplexus är en mångfotingart som beskrevs av Mikhaljova 1984. Uniramidesmus perplexus ingår i släktet Uniramidesmus och familjen plattdubbelfotingar. Inga underarter finns listade i Catalogue of Life.